# Wybory prezydenckie w Islandii w 2012 roku
Wybory prezydenckie w Islandii odbyły się 30 czerwca 2012. Frekwencja wyborcza wyniosła 69,2%Zwyciężył dotychczasowy prezydent Ólafur Ragnar Grímsson, wybrany tym samym na swoją piątą kadencję.

## Kandydaci
Urzędujący prezydent Ólafur Ragnar Grímsson początkowo zapowiadał, że nie będzie się ubiegał o reelekcję, jednak po otrzymaniu petycji podpisanej przez 30 000 osób ogłosił, że zamierza ubiegać się o urząd po raz piąty. Zamiar kandydowania zapowiedzieli również: biznesmen i działacz pokojowy Ástþór Magnússon, prawniczka i wykładowczyni uniwersytecka Herdís Þorgeirsdóttir, geolog Ari Trausti Guðmundsson, dziennikarka telewizyjna Þóra Arnórsdóttir, policjant Jón Lárusson i geograf Hannes Bjarnason.

## Wyniki wyborów[7]
| Kandydat                | Liczba głosów | Procent głosów |
| ----------------------- | ------------- | -------------- |
| Ólafur Ragnar Grímsson  | 84 036        | 52,78%         |
| Þóra Arnórsdóttir       | 52 795        | 33,16%         |
| Ari Trausti Guðmundsson | 13 762        | 8,64%          |
| Herdís Thorgeirsdóttir  | 4 189         | 2,63%          |
| Andrea Ólafsdóttir      | 2 867         | 1,80%          |
| Hannes Bjarnason        | 1 556         | 0,98%          |